# Joseph Gomis
Joseph Gomis (* 2. Juli 1978 in Évreux) ist ein französischer Basketballtrainer und ehemaliger -spieler.

## Werdegang

### Spieler
Gomis durchlief die Jugendabteilung des Vereins ALM Évreux Basket, in der Saison 1994/95 spielte er für Évreuxs Herrenmannschaft in der zweiten französischen Liga. Er wechselte ans französische Leistungszentrum INSEP, ging 1996 nach Évreux zurück und spielte für die Mannschaft bis 2001 in der höchsten Liga des Landes, Ligue Nationale de Basket. Er steigerte in dieser Zeit seinen Punkteschnitt in jeder Saison auf 12,4 je Begegnung im Spieljahr 2000/01. Gomis wechselte zum Ligakonkurrenten SLUC Nancy Basket. Für die Mannschaft brachte er es in der Saison 2001/02 auf durchschnittlich 12,7 Punkte je Ligaspiel. Im April 2002 gewann er mit Nancy den letztmals ausgetragenen Europapokal Korać-Cup: Im ersten Endspiel, das er mit Nancy 98:72 gewann, erzielte der Aufbauspieler 18 Punkte, im zweiten, das mit 74:95 verloren wurde, fünf.
Vor der Saison 2002/03 nahm Gomis ein Angebot des spanischen Erstligisten Leche Río Breogán an. Er blieb bis 2005 dort. Im Sommer 2003 spielte er in den Vereinigten Staaten bei der NBA-Mannschaft Denver Nuggets und im Sommer 2004 bei den Dallas Mavericks vor, erhielt aber jeweils keinen Vertrag und kehrte zu Breogán zurück. Von 2005 bis 2008 stand der Franzose ebenfalls in Spaniens höchster Spielklasse bei CB Valladolid und von 2008 bis 2010 bei Unicaja Málaga unter Vertrag. Seinen besten Punktedurchschnittswert erzielte Gomis in der spanischen Liga ACB während des Spieljahres 2007/08, als er für Valladolid 18 Punkte je Einsatz verbuchte und damit zweitbester Korbschütze der Liga war.
Nachdem er in der Saison 2009/10 verletzungsbedingt nur wenige Spiele für Málaga bestritten hatte, wechselte Gomis im Sommer 2010 zum belgischen Verein Spirou Charleroi. Er wurde mit Charleroi belgischer Meister und trat mit dem Verein wie zuvor mit Málaga in der Euroleague an. Er schloss sich 2011 CSP Limoges an und stieg mit der Mannschaft 2012 als Zweitligameister in die höchste Liga Frankreichs auf. Von Mitte Juni bis Mitte Dezember 2013 war er gesperrt, nachdem in einer am 29. März 2013 abgegebenen Dopingprobe Gomis’ ein verbotener Stoff entdeckt worden war. Gomis hatte eigener Angabe nach eine Nasennebenhöhlenentzündung mit einem Arzneimittel behandelt, ohne zuvor ärztlichen Rat einzuholen. Er wurde 2014 mit Limoges französischer Meister. In seiner letzten Saison als Berufsbasketballspieler stand Gomis 2014/15 bei JSF Nanterre unter Vertrag. Im April 2015 gewann er mit Nanterre den europäischen Vereinswettbewerb EuroChallenge.

#### Nationalmannschaft
Gomis war französischer Jugendnationalspieler und nahm 1994 sowie 1996 an U18-Europameisterschaften, 1995 an der Junioren-Weltmeisterschaft und 1998 an der U22-Europameisterschaft teil. Für Frankreichs Herrennationalmannschaft bestritt er 58 Länderspiele (378 Punkte), 2006 gehörte er zum WM- und 2007 zum EM-Aufgebot Frankreichs. Zwischenzeitlich wurde er vom Senegal ohne seine Zustimmung in die Nationalmannschaft berufen, er nahm das Angebot nicht an.

### Trainer
Gomis war Privattrainer von Nicolas Batum. Im Januar 2018 wurde er Mitglied des Trainerstabs von ASVEL Lyon-Villeurbanne und kümmerte sich dort um die individuelle Weiterentwicklung von Spielern. Im November 2021 wurde Gomis zusätzlich Assistenztrainer der französischen Nationalmannschaft und als solcher ebenfalls für das Einzeltraining mit Spielern zuständig. Anfang Januar 2023 wurde er bei ASVEL Lyon-Villeurbanne zum Assistenztrainer befördert.